# Monster Bash (jeu vidéo)
Pour les articles homonymes, voir Monster Bash.
 (mai 2019).
Si vous disposez d'ouvrages ou d'articles de référence ou si vous connaissez des sites web de qualité traitant du thème abordé ici, merci de compléter l'article en donnant les références utiles à sa vérifiabilité et en les liant à la section « Notes et références ».
Monster Bash est un jeu vidéo de plates-formes développé par Apogee Software et sorti en 1993 sur MS-DOS.

## Synopsis
Le joueur incarne Johnny Dash, dont le chien Tex a été capturé par le méchant Count Chuck. Armé d'un lance-pierre, Johnny part délivrer Tex, ainsi que de nombreux autres animaux capturés.

## Système de jeu
Monster Bash est un jeu de plates-formes en 2D à défilement horizontal, composé de 28 niveaux divisés en trois chapitres. Le joueur a la possibilité de choisir entre trois niveaux de difficulté, déterminant combien de points de vie Johnny possède.
Dans chaque niveau, le joueur doit délivrer tous les animaux enfermés dans des cages, puis atteindre la fin du niveau. Les ennemis rencontrés sont issus du folklore de l'horreur : sorcières, zombies, squelettes, loups-garous...